# Argançon
Argançon – miejscowość i gmina we Francji, w regionie Grand Est, w departamencie Aube.
Według danych na rok 1990 gminę zamieszkiwało 117 osób, a gęstość zaludnienia wynosiła 14 osób/km².

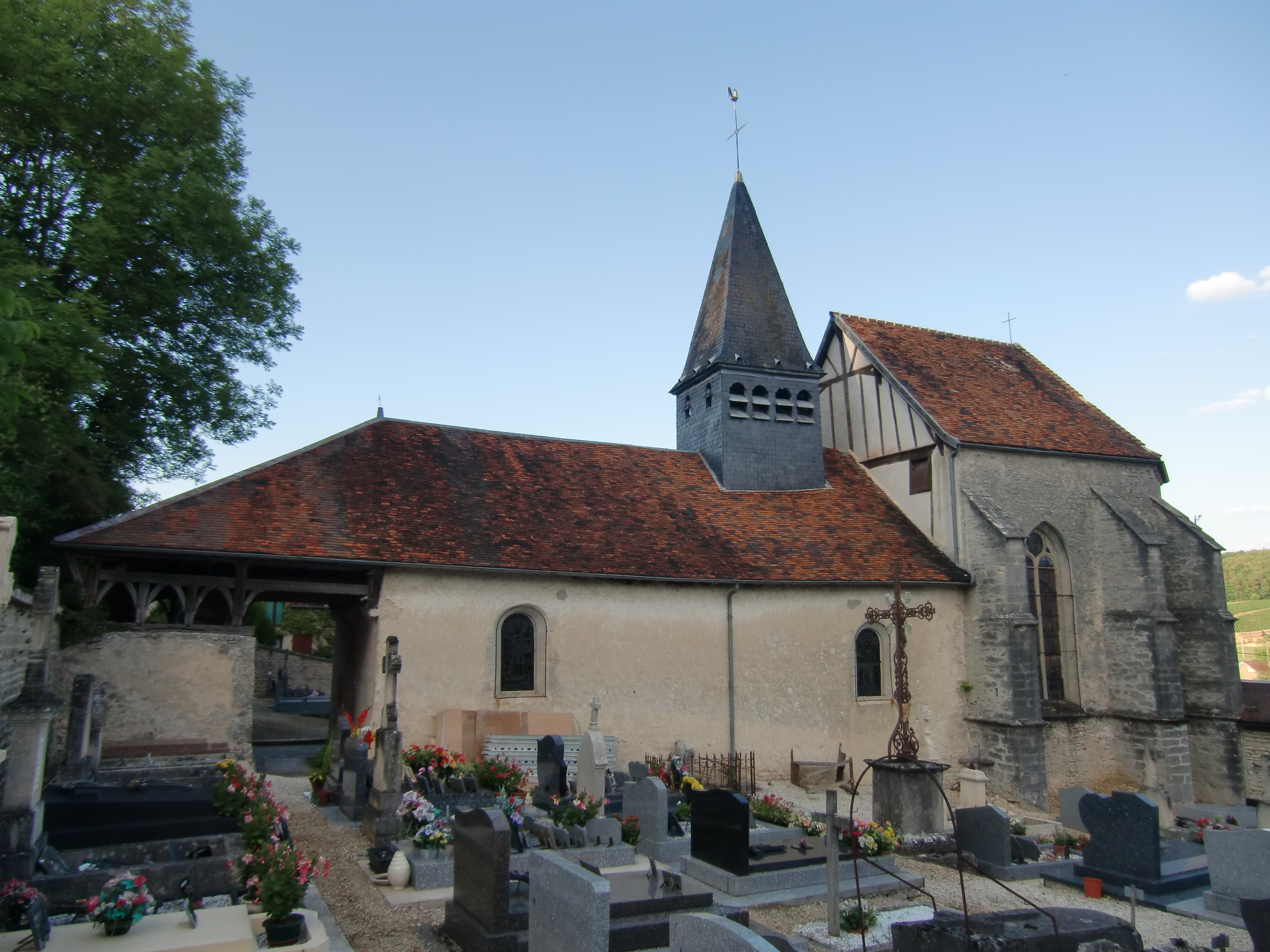
Kościół i cmentarz w Argançon, 2010